# Арьяабалын-хийд
Арьяабалын-хийд (монг. Арьяабалын хийд — «храм Арьябалы»; также монг. Аръабал бурханы бясалгалын төв) — храм и медитационный центр тибето-буддийской традиции, расположенный в национальном парке Горхи-Тэрэлж в Монголии.

## Описание
Арьяабалын-хийд располагается в части парка Горхи-Тэрэлж, которая административно относится к столичному району Налайх. Храм часто ошибочно принимается за Гунжийн-сум, который в действительности находится в 30 км к северо-востоку на территории сомона Эрдэнэ аймака Туве.
Строительство храма было начато в 1998 году и окончено в 2004 году. Храм посвящён бодхисаттве Авалокитешваре; Арьябала — это один из его эпитетов. Храм является дочерним по отношению к Ламрин-дацану, в нём не проводится регулярных служб; в летний период функционирует в качестве центра медитации в случае целенаправленных визитов верующих и является одним из мест притяжения туристов, посещающих парк. Вход на территорию комплекса платный.
От ворот храмового комплекса ведёт дорожка, вдоль которой расположены стенды с буддийскими цитатами, подводящая к подвесному «Мосту достижения запредельной мудрости». К самому храму ведёт лестница из 108 ступеней, построенная в виде хобота слона, что призвано напомнить о белом слоне, на котором ездил Будда. На территории комплекса располагаются две больших ступы, а также 108 маленьких деревянных ступ, украшающих перила вокруг храма. Трёхэтажная структура храмового здания символизирует ад, мир людей и мир богов. Слева от главного здания располагается т. н. «пещера Миларепы».

## Галерея

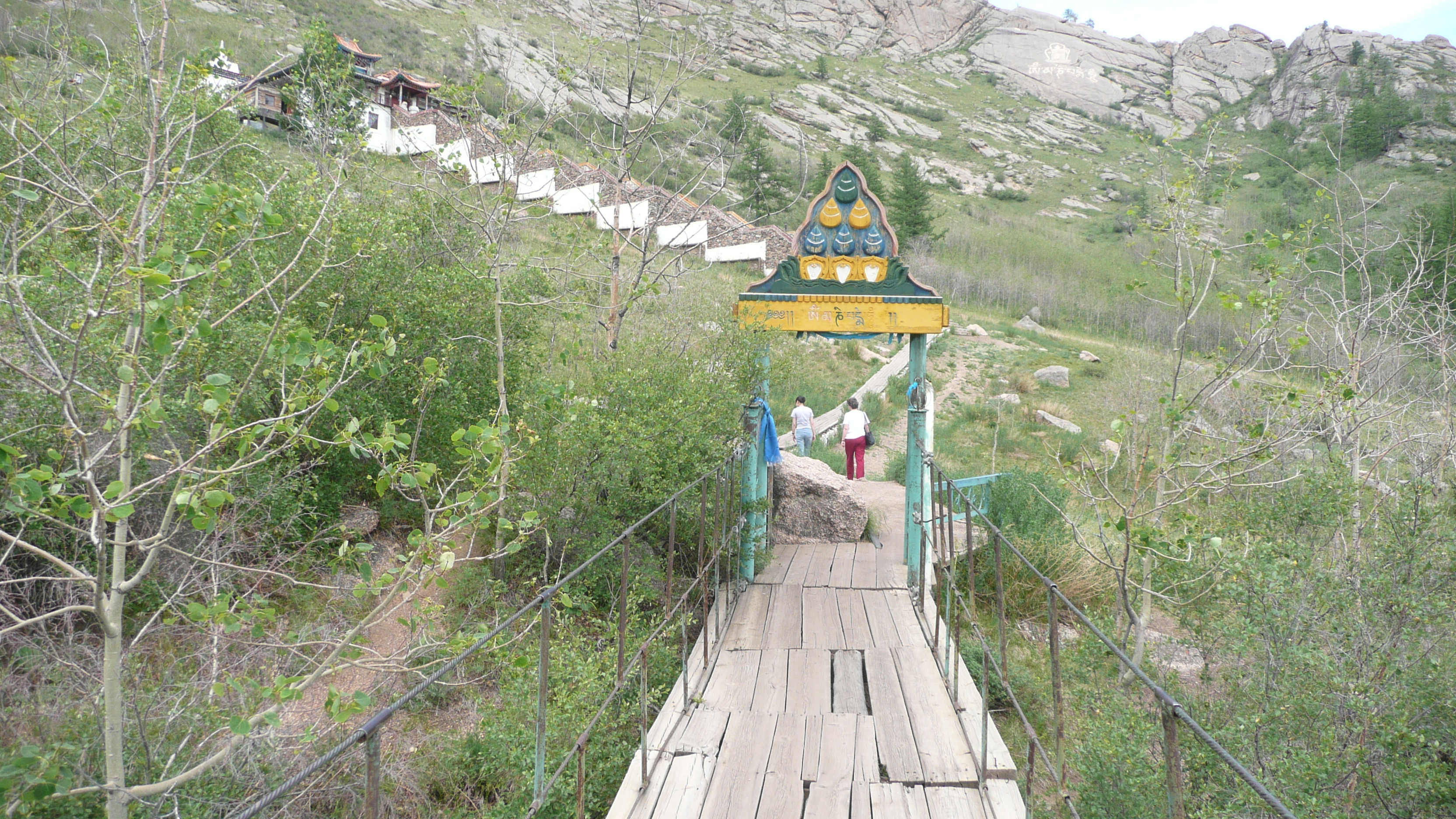
Подвесной мост
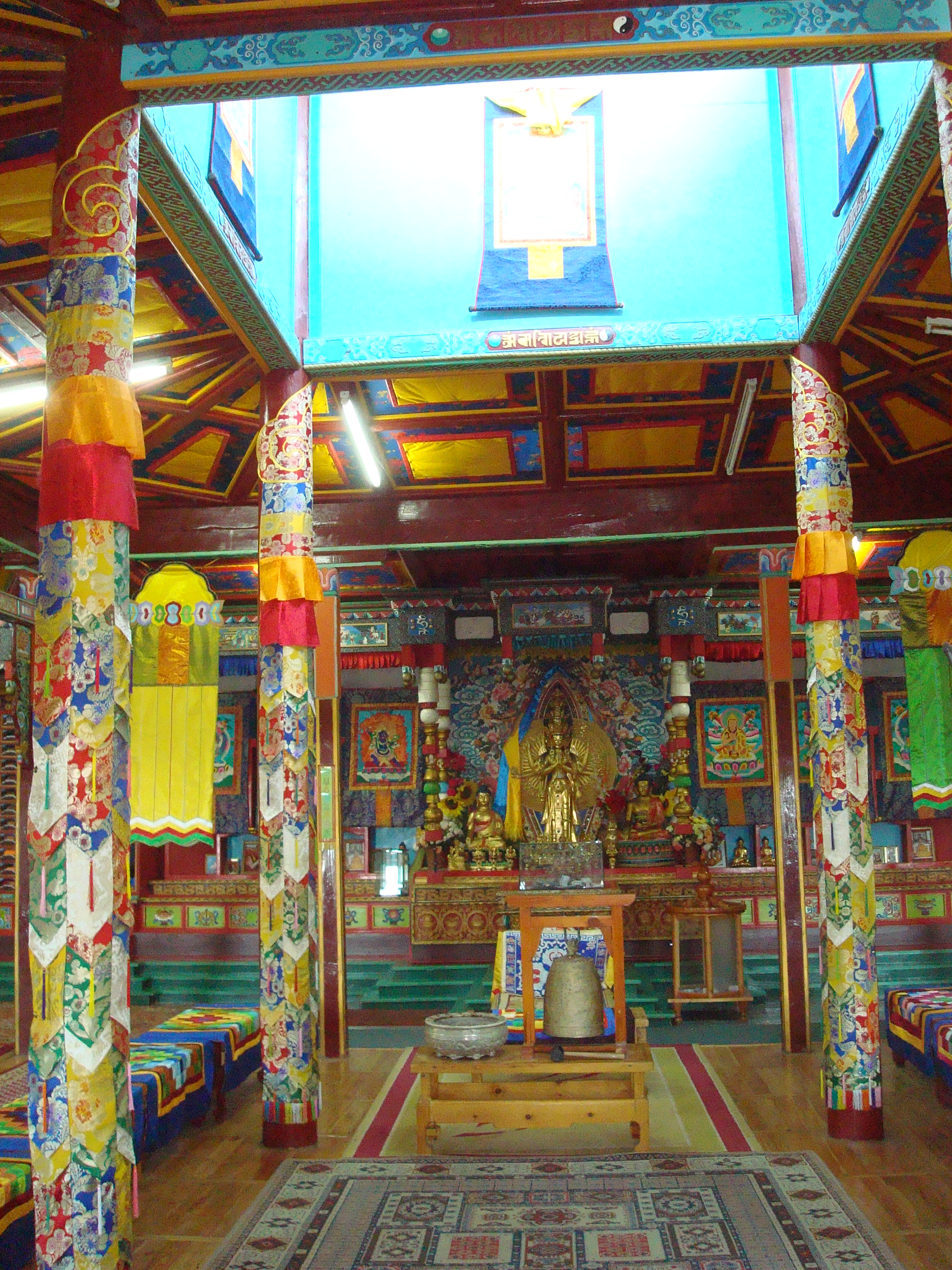
Внутри храмового зала
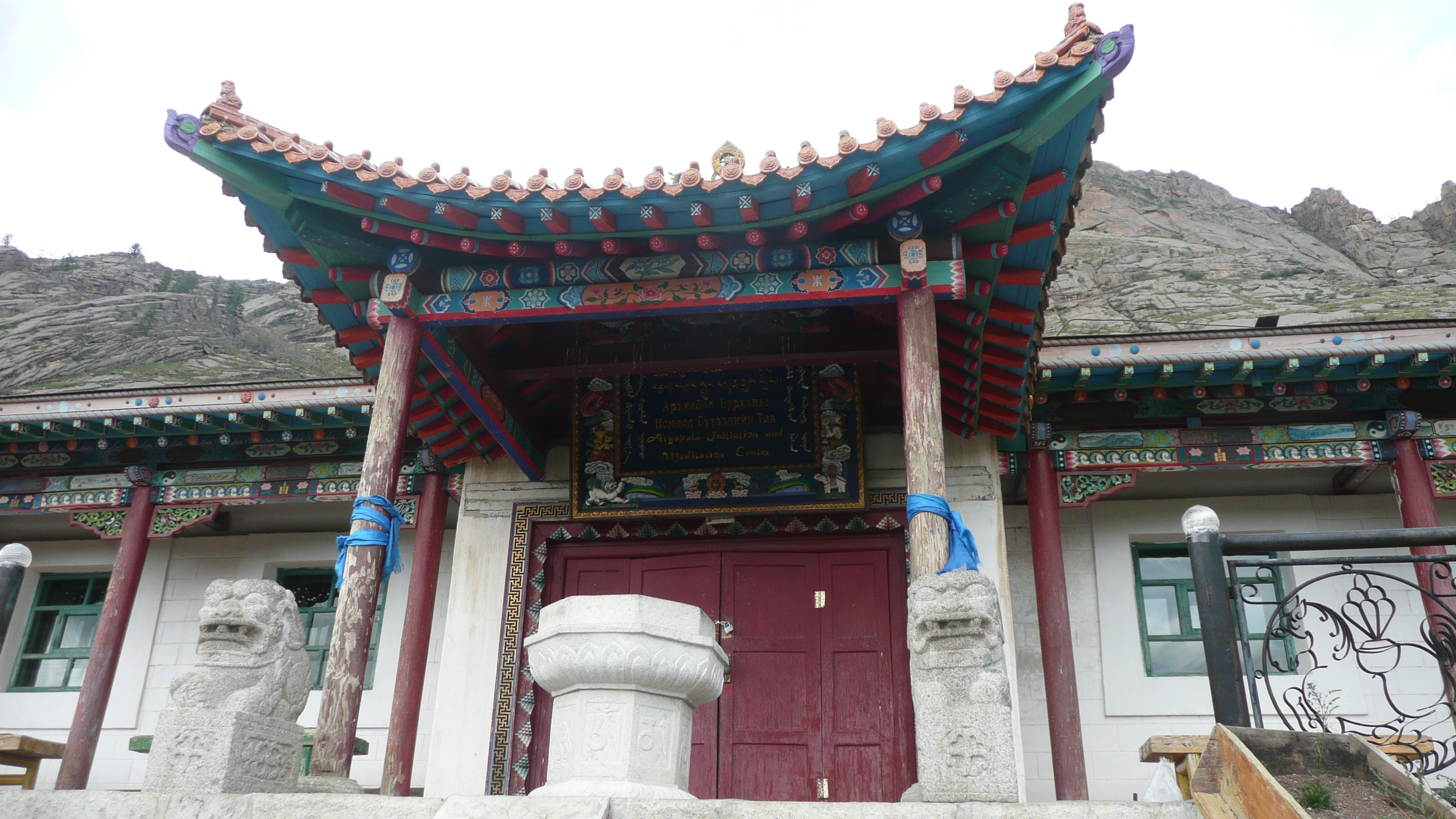
Фрагмент внешнего убранства
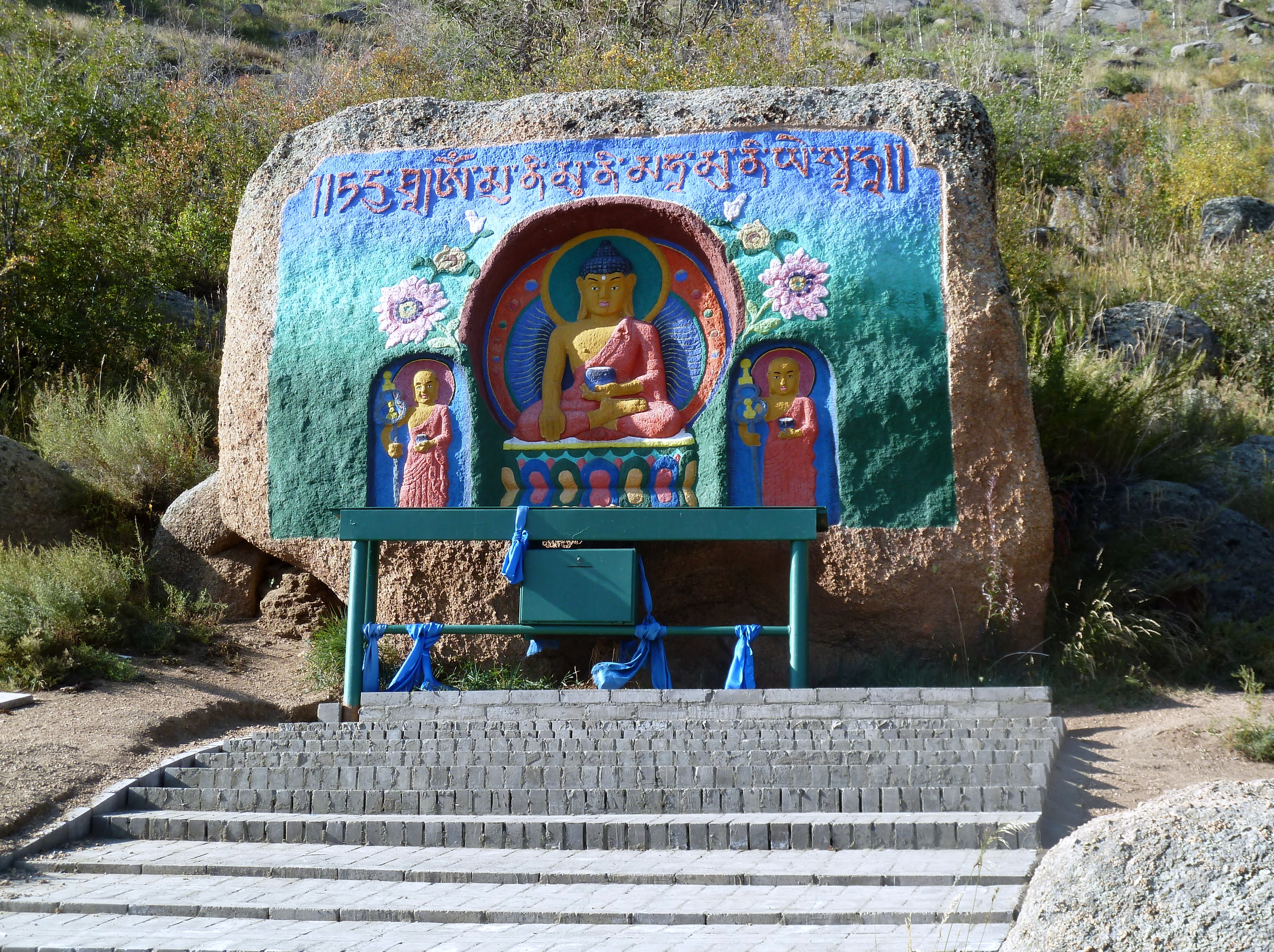
Барельеф с Буддой, Маудгальяяной и Шарипутрой
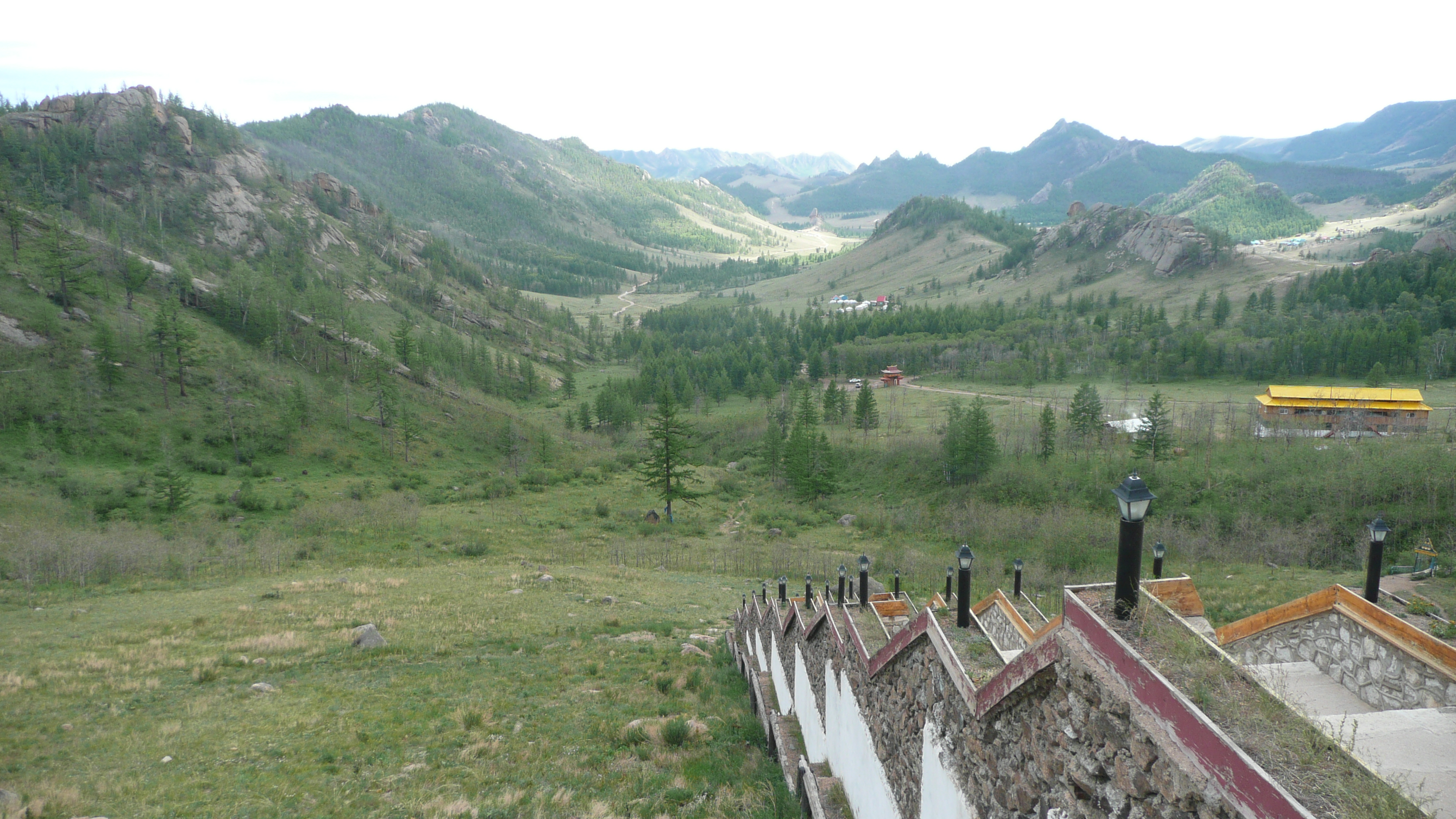
Панорама парка с площадки храма